# Puig Xiriguell
El Puig Xiriguell és una muntanya de 109 metres que es troba entre els municipis de Biure i Campmany, a la comarca catalana de l'Alt Empordà.